# Hans Schnee
Hans Schnee (* unbekannt; † vor dem 22. März 1517) war ein Büchsengießer.

## Leben und Werk
Schnee war in Besançon und Innsbruck aktiv. Am 17. November 1509 wurde er von Maximilian I. in Trient zum Büchsenmeister und Gießer im Burgund ernannt. Dieser verschrieb Schnee auf Lebenszeit jährlich „100 Dukaten aus dem Zoll zu Roveredo“ als Wart- und Dienstgeld. Zudem erhielt er 16 rheinische Gulden, falls er mit Pferd und Knecht im Krieg diente. Hinzu kam die Bezahlung für das Gießen von Büchsen, nach üblichem Lohn. Als königlicher Gießer war er zur Verschwiegenheit über die  im Dienst erlernten Fertigkeiten verpflichtet. Seine Manufaktur befand sich zu dieser Zeit in Besançon. Am 14. Februar 1512 wurde er erneut vom Kaiser in seinem Amt als Büchsenmeister und Gießer bestätigt, wobei die Zahlung nun aus dem „Hauskammeramt zu Innsbruck“ erfolgen sollte. Für den Dienst im Feld standen ihm und seinem Pferd nun pro Tag 24 Kreuzer und für einen „Knecht zu Fuss“ weitere 12 Kreuzer zu. Er wurde verpflichtet sich von nun an in Innsbruck niederzulassen und erhielt zusätzlich eine zinsfreie Herberge und Werkstatt auf Kosten des Kaisers zugesprochen. Im Dezember 1512 ließ er sich aufgrund einer Lähmung bei dem Arzt Hans Gräz für 30 Gulden behandeln. Am 8. Oktober erhielt er 200 Gulden Gießerlohn ausgezahlt. Nach seinem Tod wurde Peter Burgundier sein Nachfolger.
Schnee war zweimal verheiratet
- mit Gertraut (die ein gewisses Vermögen in die Ehe einbrachte)
- mit Helena (geborene Goliant), die nach seinem Tod einen Franz Lynthy (oder Luithy) heiratete.

Er hatte zwei Töchter Christina und Helena.
Werke (Auswahl)
- Im Jahr 1509 erfolgte der Guss zweier Hauptstücke in Villach und in der Fuggerau.
- Für das Jahr 1515 sind Angaben zum Guss von 10 Falkonetten in Verona für die Zeughäuser Breisach und Lindau und zu einem „Basilisken Pelikan“ (das heißt mit einem Pelikan an dem Lauf) verzeichnet.
- Daneben fertigte er zwei Falkonette mit dem Wappen des Vizekönigs von Neapel; diese werden „Klein-Basilisken“ genannt.